# Nouvel Espoir (parti polonais)
Pour les articles homonymes, voir Korwin et Nouvel Espoir.
Nouvel espoir (en polonais : Nowa nadzieja), anciennement la Coalition pour la restauration de la liberté et de l'espoir de la République (en polonais : Koalicja Odnowy Rzeczypospolitej Wolność i Nadzieja, KORWiN), est un parti politique polonais de droite ou d'extrême droite créé par le député européen Janusz Korwin-Mikke en 2015.
En 2022, le parti change de président pour Sławomir Mentzen, qui renomme le parti en Nouvel espoir.

## Histoire
La Coalition pour la restauration de la liberté et de l'espoir de la République est créée par le député européen Janusz Korwin-Mikke en 2015 à la suite d'un conflit interne avec son ancien parti, le Congrès de la Nouvelle droite. L'abréviation du nom du parti en polonais (KORWiN) correspond à une partie du nom de son fondateur, Janusz Korwin-Mikke[réf. nécessaire]. Le parti est alors composé de deux autres parlementaires : Przemysław Wipler, qui siège à la Diète et Robert Iwaszkiewicz, député européen. En 2015, Janusz Korwin-Mikke se présente à l'élection présidentielle pour le parti. Il termine 4e en récoltant 3,26 % des voix au premier tour.
En décembre 2018, le parti s'accorde avec le Mouvement national pour former une coalition nommée Confédération. D'autres partis politiques la rejoignent.
En octobre 2022, Sławomir Mentzen remplace Janusz Korwin-Mikke à la tête du parti, qui est renommé Nowa nadzieja (Nouvel espoir). Sans en changer le programme, Sławomir Mentzen change la communication du parti afin qu'il apparaisse plus mesuré et raisonnable.
Le 21 avril 2024, lors du deuxième tour des élections municipales à Bełchatów, Patryk Marjan, membre du parti, est élu maire, devenant ainsi le premier maire du parti.

## Idéologie et programme
Il se positionne à droite, et a également été décrit comme d'extrême droite,,. Le parti est idéologiquement paléoconservateur et économiquement libéral. Il est favorable à la réduction des impôts et à la mise en œuvre d'une privatisation radicale, tandis que sur les questions sociales, le parti est conservateur. Il a également été décrit comme un parti de droite populiste,, il soutient le rétablissement de la monarchie et a exprimé un discours eurosceptique dur envers l'Union européenne.

## Résultats électoraux

### Diète
| Année | Voix      | %   | Rang | Sièges   | Gouvernement |
| ----- | --------- | --- | ---- | -------- | ------------ |
| 2015  | 722 999   | 4,8 | 7e   | 0 / 460  | Opposition   |
| 2019  | 1 256 953 | 6,8 | 5e   | 10 / 460 | Opposition   |

### Sénat
| Année | Voix    | %   | Rang | Sièges  |
| ----- | ------- | --- | ---- | ------- |
| 2015  | 186 510 | 1,2 | 7e   | 0 / 100 |
| 2019  | 144 124 | 0,8 | 6e   | 0 / 100 |